# Apezococcus idiastes
Apezococcus idiastes är en insektsart som beskrevs av Ferris 1955. Apezococcus idiastes ingår i släktet Apezococcus och familjen filtsköldlöss. Inga underarter finns listade i Catalogue of Life.